# 淡黃寶螺
淡黃寶螺（学名：Cypraea cernica）为寶螺科寶螺屬下的一个种。